# アレックス・ペチャロマン
アレクサンデル・"アレックス"・ペチャロマン・エイサギレ（Alexander "Álex" Petxarroman Eizaguirre、1997年2月6日 - ）は、スペイン・バスク州サン・セバスティアン出身のサッカー選手。FCアンドラ所属。ポジションはDF。

## クラブ経歴
バスク州のサン・セバスティアンに生まれ、2010年にアンティグオコからレアル・ソシエダのカンテラに加入した。2015年7月にCチームへと昇格し、アマチュア選手としてデビューをすると、2017年8月9日にゲルニカ・クルブへとレンタル移籍をした。
レンタルバック後、Bチーム登録となり、2020-21シーズンはキャプテンとしてチームをセグンダ・ディビシオン昇格へと導いた。
2021年6月3日、レアル・ソシエダとの契約延長を断り、11年過ごしたクラブを退団した。
2021年7月1日、前所属のレアル・ソシエダとはライバル関係にあたるアスレティック・ビルバオに加入し、3年契約を交わした。同年10月31日、ラ・リーガの古巣レアル・ソシエダ戦にて、オスカル・デ・マルコスとの途中交代でプロデビューを果たした。
2022年8月10日、セグンダ・ディビシオンに昇格したFCアンドラに1シーズンの間レンタル移籍することが決定した。
レンタルバック後の2023年7月24日、FCアンドラへの完全移籍が決定し、2年契約を結んだ。